# Odintsovo
Odintsovo (russisk: Одинцо́во, tr. Odintsóvo) er en by i Moskva oblast, Centrale føderale distrikt i Den Russiske Føderation. Byen har 187.301 (2024) indbyggere. Odintsovo ligger seks kilometer vest for Moskvas bygrænse, nær motorvejen M1/ "Belarus" fra Moskva til den hviderussiske grænse og ved jernbanen Moskva - Minsk - Warszawa.